# NDISwrapper
NDISwrapper — программный продукт, позволяющий использовать драйверы беспроводных устройств WiFi, предназначенные для операционной системы Microsoft Windows, в операционной системе Linux. Аналогичная программа для FreeBSD называется NDISulator. NDISwrapper включает в себя модуль ядра и утилиту для управления драйверами.

## Значение

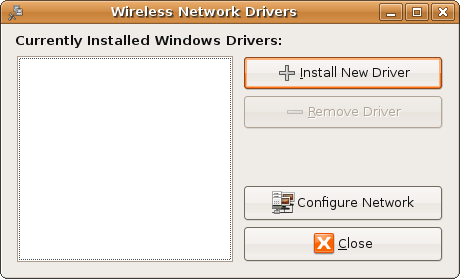
Ndisgtk

В настоящее время некоторые производители беспроводных устройств WiFi не предоставляют драйверов для UNIX-подобных операционных систем. NDISwrapper позволяет использовать эти устройства под многими операционными системами без разработки альтернативного драйвера.

## Поддержка оборудования
Список поддерживаемых чипов представлен на сайте разработчиков. В настоящее время в этом списке есть большинство широко используемых чипов.

## Интерфейс
NDISwrapper включает в себя консольную утилиту управления драйверами беспроводных устройств. Кроме того, существуют графические средства управления, такие как ndisgtk.

## Использование
В первую очередь следует установить необходимый драйвер средствами консольной утилиты, либо графическими средствами. Для этого нужно указать местоположение inf-файла драйвера. Средствами консольной утилиты это делается следующим образом:
```
ndiswrapper
 
-i
 
net5211.inf

```

Далее нужно запустить NDISwrapper. Например, в Linux-системах для этого необходимо загрузить соответствующий модуль ядра. Для этого следует выполнить следующую команду:
```
modprobe
 
ndiswrapper

```

После чего следует настроить параметры беспроводной сети средствами используемой операционной системы.